# Интернет трол
У интернет терминологији, трол означава особу чији је основни циљ да својим прилозима изазове што већу реакцију учесника интернет заједница или да на друге начине поремети нормалну дискусију. Тролови обично нису тематски заинтересовани, него наступају агресивно са покушајем стварања раздора у постојећој заједници, дискредитовања особа са другачијим мишљењем или усмеравања тока дискусије у непродуктивном правцу.
Тролови се крећу углавном у интернет форумима, викијима, мејлинг листама, блоговима и другим облицима интернет комуникације. Поједини тролови се користе префињеним дијалектичким и реторичким методама и тако се камуфлирају и често дуго времена не буду откривени.